# Présidence de Rutherford B. Hayes
19e président des États-Unis
Présidence de Ulysses S. Grant Présidence de James A. Garfield
La présidence de Rutherford B. Hayes débuta le 4 mars 1877, date de l'investiture de Rutherford B. Hayes en tant que 19e président des États-Unis, et prit fin le 4 mars 1881. Membre du Parti républicain, Hayes entra en fonction après avoir été proclamé vainqueur de la très contestée élection présidentielle de 1876, qui l'opposait au candidat démocrate Samuel J. Tilden. La controverse déboucha sur le compromis de 1877 par lequel les démocrates reconnaissaient la victoire de Hayes en échange du retrait de l'armée fédérale des États du Sud des États-Unis, qui étaient occupés militairement depuis la fin de la guerre de Sécession.
Doté de conceptions modérées et pragmatiques, Hayes tint sa promesse de retirer les dernières troupes fédérales des États du Sud qui basculèrent dès lors entièrement dans le giron démocrate. Il soutint également un projet de réforme de la fonction publique pour contrer l'influence, au sein de son propre camp, des « machines » politiques républicaines qui pratiquaient le favoritisme. Bien que ses tentatives pour changer cet état des choses se soldèrent par un échec, il contribua à mobiliser l'opinion publique en faveur du Pendleton Civil Service Reform Act qui fut promulgué en 1883. Sous sa présidence, il s'efforça par ailleurs de protéger les droits des Afro-Américains dans les anciens États confédérés mais ses initiatives en la matière furent en grande partie torpillées par les démocrates du Congrès et l'influence du Parti républicain dans le Sud s'effondra. 
Estimant que le maintien de l'étalon-or était essentiel à la reprise économique, Hayes était hostile aux greenbacks (billets de banque qui n'étaient pas adossés à l'or ou l'argent) et mit son veto au Bland-Allison Act qui aurait réintroduit le bimétallisme. Le Congrès outrepassa son veto mais la politique monétaire de Hayes fut à l'origine d'un compromis entre les partisans de l'inflation et les défenseurs de la monnaie forte. Le président autorisa en outre ― non sans hésitation ― le recours à la force armée pour mettre fin à la grande grève des cheminots de 1877. La dépression économique qui avait suivi la panique de 1873 prit fin la même année et le reste du mandat de Hayes fut placé sous le signe de la prospérité. Ses mesures envers les Amérindiens eurent quant à elles pour but de réduire la corruption et d'harmoniser les relations avec les colons, anticipant de la sorte le programme d'assimilation du Dawes Act de 1887.
Hayes ne fut guère actif dans le domaine de la politique étrangère. Il s'opposa sans succès au projet de Ferdinand de Lesseps de bâtir un canal dans l'isthme de Panama, dont la responsabilité devait selon lui revenir aux seuls Américains, mais accrut l'influence des États-Unis en Amérique latine en vertu de la doctrine Monroe. À l'issue de son mandat, il ne chercha pas à se représenter et fut remplacé par le républicain James A. Garfield. Hayes est généralement considéré par les historiens et les politologues comme un président moyen. 

## Élection présidentielle de 1876

### Nomination républicaine et campagne électorale

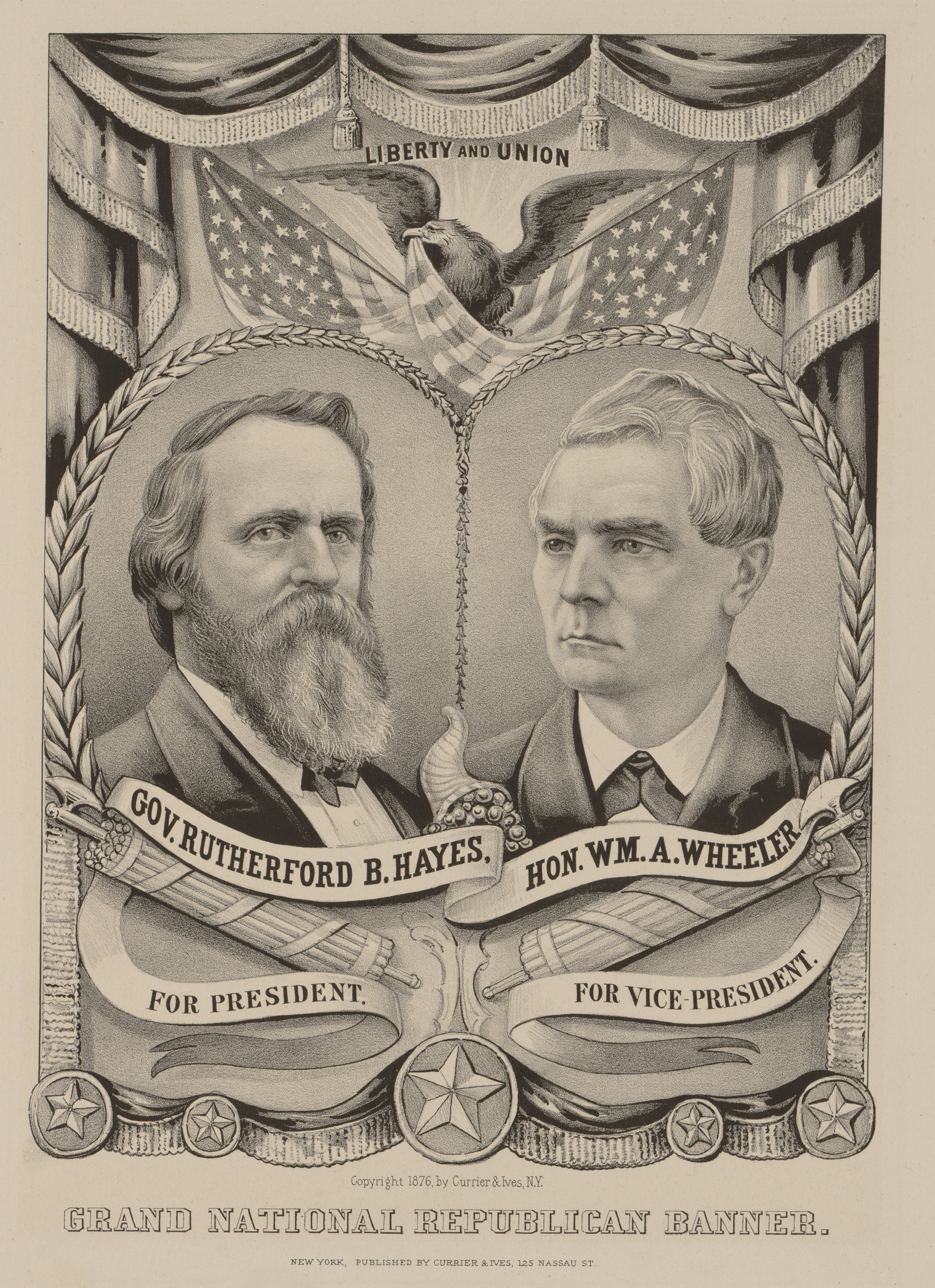
Affiche de campagne du ticket Hayes/Wheeler pour l'élection présidentielle de 1876.

Le président sortant Ulysses S. Grant s'étant retiré de la course après avoir effectué deux mandats, les républicains durent choisir un nouveau candidat en vue de l'élection présidentielle de 1876. Les succès politiques obtenus dans l'Ohio par le gouverneur républicain de l'État, Rutherford B. Hayes, élevèrent immédiatement ce dernier au rang des grands favoris pour le prochain scrutin, aux côtés des sénateurs du Maine James G. Blaine, de l'Indiana Oliver P. Morton et de New York Roscoe Conkling. La délégation de l'Ohio à la convention républicaine était rassemblée derrière lui et le sénateur John Sherman fit tout ce qui était en son pouvoir pour porter la nomination de Hayes, originaire comme lui de l'Ohio. En juin 1876, la convention débuta à Cincinnati, la ville natale de Hayes, avec Blaine en favori. Hayes n'arriva qu'en cinquième position au premier tour de scrutin, derrière Blaine, Morton, le secrétaire au Trésor Benjamin Bristow et Conkling. Blaine était toujours en tête au sixième tour mais ses adversaires se rassemblèrent alors derrière la candidature de Hayes qui fut choisi au septième tour. Le représentant William A. Wheeler de l'État de New York fut désigné pour briguer la vice-présidence.
Les idées de Hayes épousaient en grande partie celles de la plateforme du Parti républicain qui réclamait l'égalité des droits sans distinction de race ou de sexe, la poursuite de la Reconstruction, l'interdiction du financement public aux écoles sectaires et la reprise des paiements en espèces. La nomination de Hayes fut bien accueillie par la presse, y compris par les journaux démocrates qui dépeignaient le candidat républicain comme un individu aimable et honnête. Dans son courrier officiel d'acceptation de l'investiture de son parti, Hayes promit de soutenir la réforme de la fonction publique et de n'effectuer qu'un seul mandat à la tête du pays. Le candidat démocrate était Samuel J. Tilden, le gouverneur de l'État de New York. Il était considéré comme un adversaire redoutable qui disposait, comme Hayes, d'une réputation d'honnêteté. De même, Tilden était un partisan de l'étalon-or et d'une réforme de la fonction publique. Les deux candidats firent une « campagne de perron », typique de l'époque, dans laquelle le candidat ne faisait pas campagne personnellement mais recevait des délégations et faisait des discours depuis sa propre maison.
La mauvaise santé de l'économie consécutive à la panique bancaire de 1873, conjuguée aux multiples scandales qui avaient éclaboussé l'administration Grant, avait rendu le parti républicain au pouvoir impopulaire et Hayes pensa qu'il allait perdre l'élection. Les deux hommes concentrèrent leurs efforts sur les swing states de New York et de l'Indiana de même que sur les trois États du Sud, Louisiane, Caroline du Sud et Floride, où les gouvernements de Reconstruction étaient toujours en place quoiqu'en proie à des violences politiques récurrentes. Les républicains mirent l'accent sur le danger de laisser les démocrates gouverner la nation alors que les démocrates sudistes avaient déclenché la guerre civile à peine quinze ans plus tôt et, dans une moindre mesure, la menace qu'une administration démocrate ferait peser sur les récents droits civiques des Noirs du Sud. De leur côté, les démocrates rappelèrent le bilan de Tilden qui contrastait avec la corruption au sein de l'administration Grant. La campagne fut entachée de violence dans le Sud, en particulier de la part des Redeemers (« rédempteurs ») qui cherchaient à réprimer le vote des Noirs.

### Controverse sur les résultats
À mesure que les rapports de l'élection arrivaient, il devenait clair que le résultat serait très serré. Si Hayes fut déclaré vainqueur dans la plupart des États du Nord, les démocrates avaient remporté la majorité des États du Sud ainsi que New York, l'Indiana, le Connecticut et le New Jersey. Le 11 novembre 1876, soit quatre jours après l'élection, Tilden avait remporté 184 grands électeurs, soit une voix de moins que la majorité. Hayes en avait 166 et les 19 votes de la Louisiane, de la Caroline du Sud et de la Floride étaient encore en doute. Du fait des larges fraudes organisées par les deux partis dans les trois États disputés, les résultats étaient incertains et les républicains et les démocrates revendiquèrent tous deux la victoire. Pour compliquer les choses, l'un des trois grands électeurs de l'Oregon (remporté par Hayes) avait été disqualifié, ce qui ramenait le nombre de votes pour Hayes à 165 et celui des votes disputés à 20,. Alors que l'élection de Tilden ne tenait qu'à un seul vote de grand électeur, Hayes devait nécessairement, pour l'emporter, se voir attribuer la totalité des 20 votes restés en suspens. Compte tenu de l'incertitude pesant sur le résultat du scrutin, la perspective de troubles massifs s'amplifia dans un pays encore profondément divisé par les cicatrices héritées de la guerre de Sécession.

Résultats de l'élection présidentielle américaine de 1876.

Il y avait un débat considérable pour savoir qui de la Chambre des représentants démocrate ou du Sénat républicain avait l'autorité suffisante pour décider du sort des voix des États du Sud. En janvier 1877, la question restant toujours irrésolue, le Congrès accepta de soumettre le problème à une commission électorale bipartite qui serait autorisée à déterminer le destin des votes disputés. La commission devait être composée de cinq représentants, de cinq sénateurs et de cinq juges de la Cour suprême. Pour respecter l'équilibre des deux partis, celle-ci compterait sept démocrates, sept républicains et le juge David Davis, un indépendant respecté par les deux camps. La balance fut déséquilibrée lorsque les démocrates de l'assemblée générale de l'Illinois élurent Davis au Sénat pour obtenir son vote. Cependant, Davis les déçut car il prétexta son élection au Sénat pour se retirer de la commission. Comme tous les autres juges étaient républicains, le juge Joseph P. Bradley, considéré comme le plus indépendant d'entre eux fut choisi comme quinzième membre de la commission. Celle-ci se réunit en février et les huit républicains accordèrent les 20 votes incertains à Hayes. 
En dépit du verdict de la commission, les démocrates avaient toujours la possibilité, en refusant de siéger à la Chambre, d'empêcher la ratification des résultats de l'élection. Alors que le jour de l'investiture, qui devait avoir lieu le 4 mars 1877, approchait, les chefs des deux partis se rencontrèrent au Wormley's Hotel de Washington pour négocier un compromis. En échange de l'acceptation par les démocrates de la décision de la commission, Hayes retirerait les troupes fédérales du Sud et accepterait l'élection de gouvernements démocrates dans les derniers États du Sud sous occupation militaire. Les démocrates acceptèrent et Hayes fut désigné président le 2 mars.

## Cérémonie d'investiture
Comme le 4 mars 1877 était un dimanche, Hayes prêta serment en privé le samedi 3 mars dans la Red Room de la Maison-Blanche, ce qui fit de lui le premier président à accomplir ce rituel dans la résidence présidentielle. Il prêta serment publiquement le lundi suivant sur le portique oriental du Capitole des États-Unis. Dans son discours d'investiture, Hayes tenta d'apaiser les tensions des dernières semaines en déclarant « qui sert bien son parti sert bien son pays ». Il promit de soutenir des « gouvernements locaux pacifiques, honnêtes et sages » dans le Sud ainsi que des réformes de la fonction publique et un retour complet à l'étalon-or. En dépit de ces messages de conciliation, de nombreux démocrates ne considérèrent jamais l'élection de Hayes comme étant légitime et le surnommaient « Rutherfraud » ou « His Fraudulency ».

## Composition du gouvernement
Au moment de composer son cabinet, Hayes écarta systématiquement les républicains radicaux au profit de personnalités modérées et se refusa à nommer quiconque nourrissait, à ses yeux, des ambitions personnelles pour la présidence. Il nomma William M. Evarts, qui avait défendu le président Andrew Johnson lors de sa mise en accusation, en tant que secrétaire d'État tandis que George W. McCrary, l'un des instigateurs de la commission électorale de 1877, devint secrétaire à la Guerre. Pour diriger le département de l'Intérieur, Hayes fit appel à Carl Schurz, qui avait soutenu les couleurs du Parti républicain libéral lors de l'élection de 1872. Soucieux de courtiser les sudistes modérés, Hayes désigna en outre David M. Key, un ancien soldat confédéré, en qualité de ministre des Postes. Le sénateur John Sherman, un fervent soutien du président et un expert des questions monétaires, prit la tête du département du Trésor ; quant à Richard W. Thompson, il fut choisi pour être le nouveau secrétaire à la Marine en récompense du soutien d'Oliver P. Morton à la candidature de Hayes lors de la convention nationale républicaine de 1876. Les nominations de Schurz et Evarts mécontentèrent à la fois les factions stalwart et half-breed du parti mais l'ensemble des choix ministériels initiaux de Hayes furent approuvés par le Sénat avec le soutien de plusieurs sénateurs sudistes.

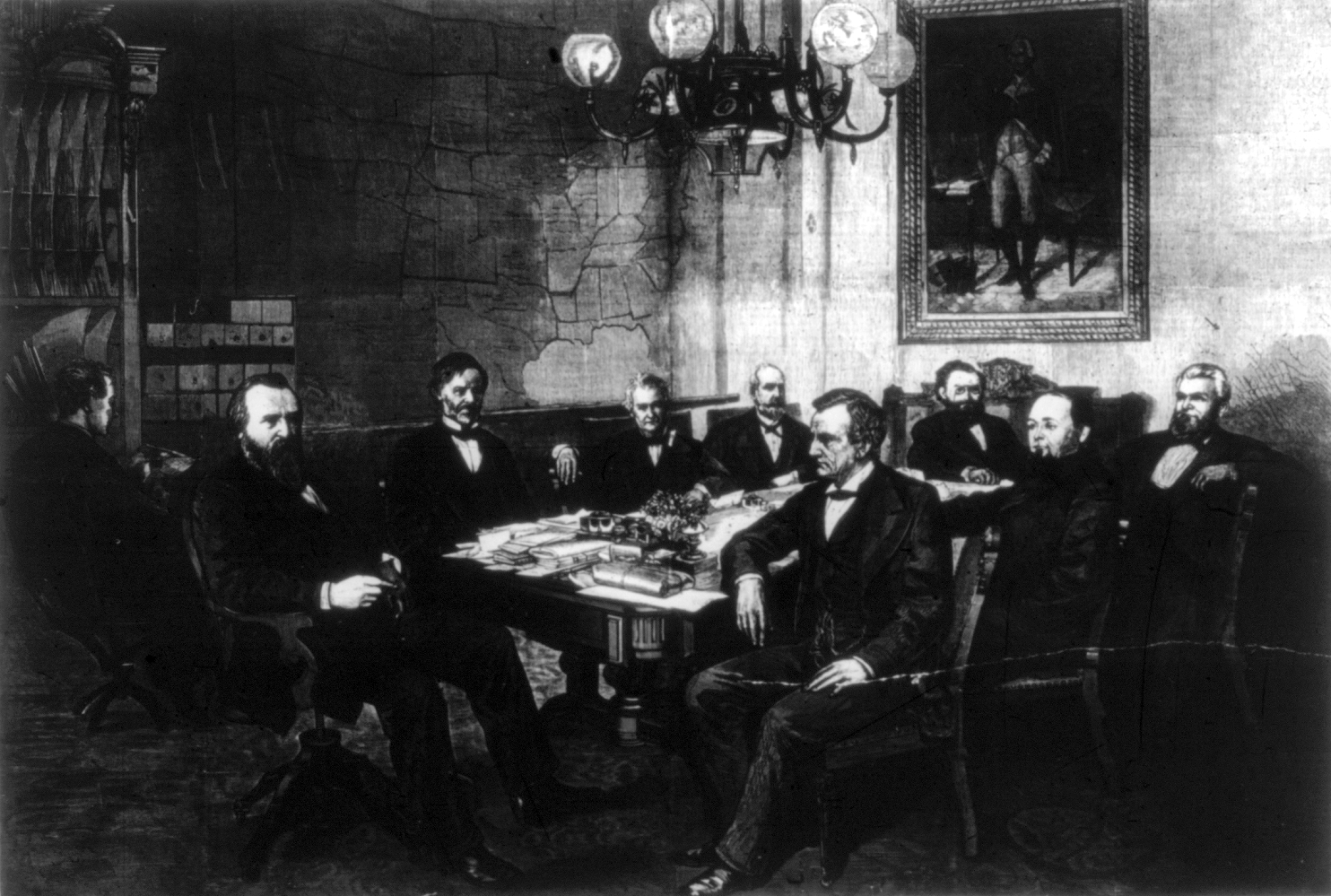
Hayes et les membres de son administration en 1879. Autour de la table, dans le sens des aiguilles d'une montre : le président Hayes, John Sherman (Trésor), Richard W. Thompson (Marine), Charles Devens (Justice), Carl Schurz (Intérieur), David M. Key (Postes), George W. McCrary (Guerre) et William M. Evarts (secrétaire d'État).

## Nominations judiciaires

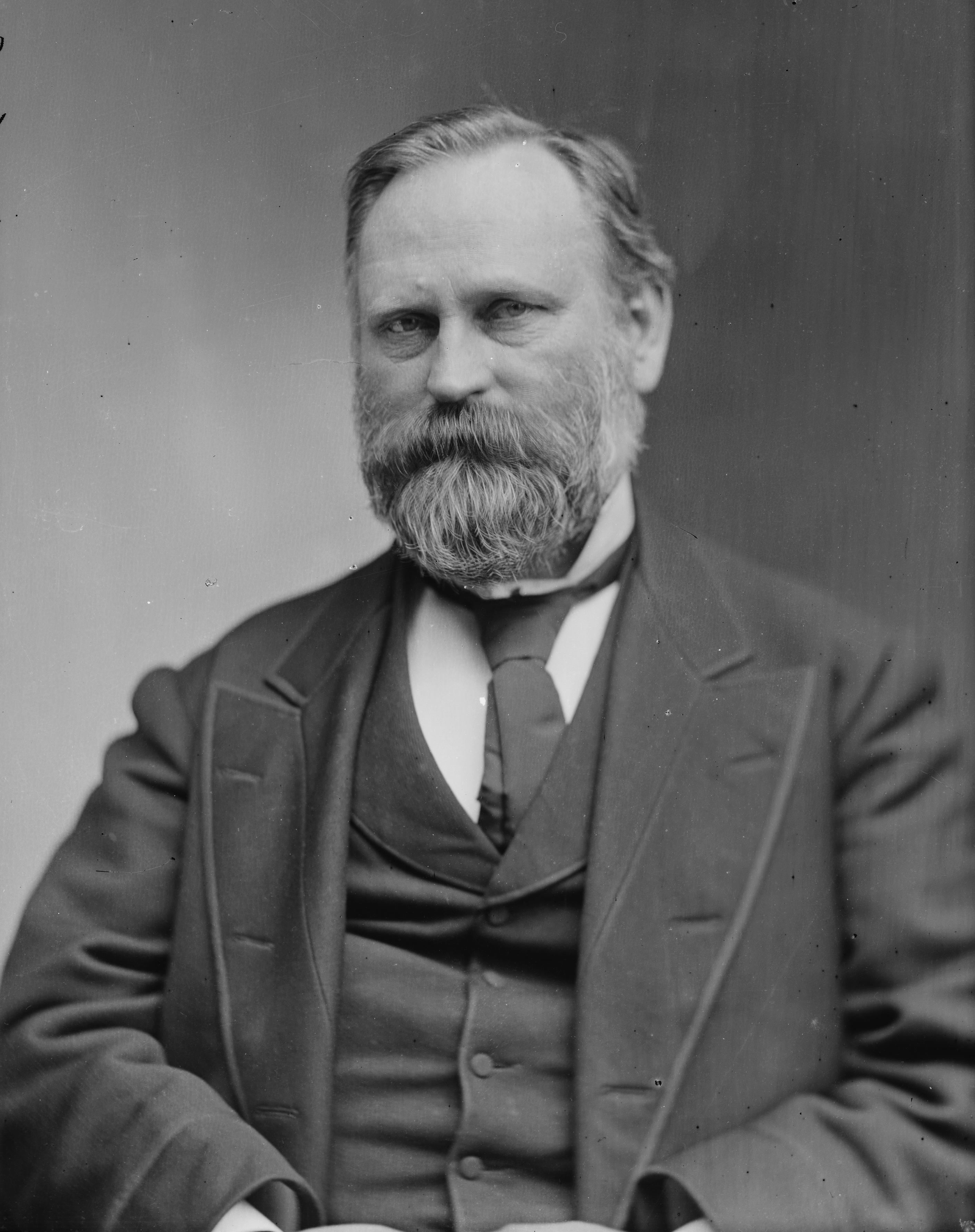
La nomination de Stanley Matthews à la Cour suprême fut plus difficile que ce à quoi s'attendait Hayes.

Hayes nomma deux juges assesseurs à la Cour suprême des États-Unis. Le premier fut pour remplacer David Davis qui était entré au Sénat lors de la controverse qui avait suivi l'élection présidentielle de 1876. Hayes nomma John Marshall Harlan à ce poste. Harlan avait été un candidat malheureux au poste de gouverneur du Kentucky et avait été l'organisateur de la campagne de Benjamin Bristow en vue de la convention républicaine de 1876 ; Hayes avait également pensé à lui pour le poste de procureur général. Hayes proposa son nom en octobre 1877 mais il fut critiqué pour son manque d'expérience. Sa nomination fut néanmoins confirmée et il resta à la Cour durant 34 ans où il fut un défenseur acharné et souvent en minorité des droits civiques. En 1880, un siège se libéra après la démission du juge William Strong. Hayes nomma alors William Burnham Woods, un juge républicain carpetbagger dans une cour de district de l'Alabama. Woods resta six ans à la Cour et déçut Hayes en interprétant la Constitution d'une manière similaire à celle des démocrates du Sud.
Hayes tenta sans succès de combler un troisième siège vide en 1881. Le juge Noah Haynes Swayne démissionna avec l'espoir que Hayes nomme Stanley Matthews qui était un ami des deux hommes. De nombreux sénateurs s'opposèrent à cette nomination car ils considéraient Matthews comme trop proche des intérêts des compagnies ferroviaires, en particulier celles de Jay Gould. Le Sénat repoussa le vote sur sa nomination. L'année suivante, lorsque James A. Garfield entra à la Maison-Blanche, il proposa à nouveau le nom de Matthews. Cette fois-ci, le Sénat confirma sa nomination par une voix d'avance. Matthews servit durant huit années jusqu'à sa mort en 1889 et son jugement dans l'affaire Yick Wo v. Hopkins en 1886 fit progresser les idées de Hayes et les siennes sur la protection des droits des minorités ethniques.
Hayes nomma également quatre juges à des cours de circuit et seize autres à des cours de district.